# Wasserstraßen-Neubauamt Nord-Ostsee-Kanal
Das Wasserstraßen-Neubauamt Nord-Ostsee-Kanal ist eines von acht Neubau- bzw. Ausbauämtern der Wasserstraßen- und Schifffahrtsverwaltung des Bundes. Es ist der Generaldirektion Wasserstraßen und Schifffahrt untergeordnet.

## Geschichte
Im Zuge der Zusammenlegung der Wasserstraßen- und Schifffahrtsämter Brunsbüttel und Kiel-Holtenau zum Wasserstraßen- und Schifffahrtsamt Nord-Ostsee-Kanal im März 2021 wurden die Neu- und Ausbauaktivitäten der beiden Wasserstraßen- und Schifffahrtsämter aus diesen ausgegliedert und im neuen Wasserstraßen-Neubauamt Nord-Ostsee-Kanal zusammengelegt. Das Amt nahm am 22. März 2021 seine Arbeit auf.

## Aufgaben
Das Wasserstraßen-Neubauamt Nord-Ostsee-Kanal ist zuständig für Neu- und Ausbau- bzw. Sanierungsmaßnahmen am Nord-Ostsee-Kanal. Dazu zählen unter anderem die Sanierungen der Schleusenanlagen in Brunsbüttel und Kiel-Holtenau, der Ersatzneubau der Kleinen Schleuse in Kiel-Holtenau, der Neubau der fünften Kammer in Brunsbüttel, der Ausbau der Oststrecke zwischen Großkönigsförde und Kiel-Holtenau sowie die Grundinstandsetzung des Straßentunnels in Rendsburg und der Ersatzneubau der Alten Levensauer Hochbrücke (Stand: 2021).